# Муртаза Кули-хан
Муртаза-Кули-хан (перс. مرتضی قلی خان‎ , 1750/1755—1798, Санкт-Петербург / 1800, Астрахань) — иранский принц из династии Каджаров, брат шаха Ага Мухаммеда, ставленник Российской империи, жил в Петербурге в конце царствования Екатерины II.

## Биография
Во 2-й пол. XVIII века в Иране после убийства Надир-шаха начался кризис, и в ходе борьбы за власть выдвинулись представители кызылбашского племени каджаров. В итоге шахом стал Ага Мухаммед. Ага Мухаммед-шах и Муртаза Кули-хан были сыновьями предводителя тюркского племени каджаров (их отец Мухаммед Хасан-хан некоторое время был придворным Адил-шаха, племянника Надир-шаха).
В период смуты, предшествующей воцарению Ага Мухаммед-шаха, Россия поддерживала Муртазу Кули-хана, который укрепился в провинциях Северного Ирана, очень важных для русской торговли. В 1782 году он был правителем Астарабада (Горгана), в 1784 году поднял восстание против Ага Мухаммед-шаха. Он оказался побеждённым и бежал на русских судах в Астрахань. Следствием этого стала крайняя неприязнь шаха Ага Мухаммеда к Российской империи. Одним из проявлением этой антипатии стал приказ в 1780 году арестовать капитана Войновича (приглашённого в гости командующего Каспийской флотилией). Войновича заставили уничтожить земляное укрепление на астрабадском берегу, сделанное для складирования русских товаров.
В сентябре 1787 года при поддержке русской флотилии Муртаза Кули-хан вернулся в Гилян. Ага Мухаммед-шах прервал свой поход на юге Ирана и поспешил на север, где разбил войска брата. Муртаза Кули-хан, лишенный своих владений, вновь бежал в Россию. Артемий Араратский пишет, что шах убил мать Муртазы Кули-хана (они были единокровными братьями), грозил и его самого сварить в котле.
Спасаясь от брата, Муртаза Кули-хан приехал в Санкт-Петербург, где был благосклонно встречен императрицей Екатериной II, которая преследовала политические цели в отношении Персии.

В одном из писем Екатерина II писала о своем госте: «Это человек добродушный и предупредительный. Он попросил осмотреть Эрмитаж и был там сегодня в четвертый раз; провел там три или четыре часа подряд, рассматривая все, что там находится… как настоящий знаток».
Принц прожил в столице около года (1795—1796). Ага Мухаммед-шах тем временем за поддержку брата разграбил построенные русскими сооружения на иранском берегу порт Энзели, разорил русское консульство и все местные русские поселения. Затем в 1795 году шах вторгся в Закавказье с большой армией, желая возродить там иранское владычество. Грузинский царь Ираклий II обратился к России за помощью. Весной 1796 года Россия объявила войну Ага Мухаммеду и в Грузию были отправлены войска под командованием генерал-поручика Валериана Зубова. По некоторым указаниям, Муртаза Кули-хан был послан императрицей как претендент на трон с войсками Зубова. Смерть Екатерины помешала развитию успехов войны, Павел I отдал распоряжение о прекращении Персидского похода. Ага Мухаммед-шах в свою очередь был зарезан в 1797 году своими слугами. (Престол унаследовал сын третьего брата — Фетх Али-шах).
Скончался в Астрахани в 1800 году, по другим указаниям — в Петербурге в 1798 году. Имел двоих сыновей и несколько дочерей.

## Портрет кисти Боровиковского
Портрет принца был исполнен Боровиковским по заказу императрицы Екатерины II. Он полностью укладывается в традиционную схему парадного портрета, хотя экзотичность модели выводит портрет за рамки привычного для искусства XVIII века репрезентативного изображения высокопоставленной персоны. В этом портрете он «впервые обращается к большому парадному изображению высокопоставленной персоны».
«Тонкое „восточное“ лицо обладает ярко выраженной индивидуальностью. В нем присутствуют и грусть, и меланхолия, и загадочность — богатая гамма чувств, к отражению которой так стремились художники эпохи сентиментализма. Гористый пейзаж, на фоне которого изображен герой, тематически связан с фигурой».
Существует несколько авторских повторений.
- ГТГ, 1796 — с горным пейзажем (58,7х41,5 см)
- ГРМ, 1796 — с людьми на фоне (284х189,5 см)
  - ГРМ, 1796, эскиз — с людьми на фоне (74x53,5 см)
- Тверская областная картинная галерея  — аналогично (66,8х49,5 см)
- Новгородский государственный объединенный музей-заповедник, 1806

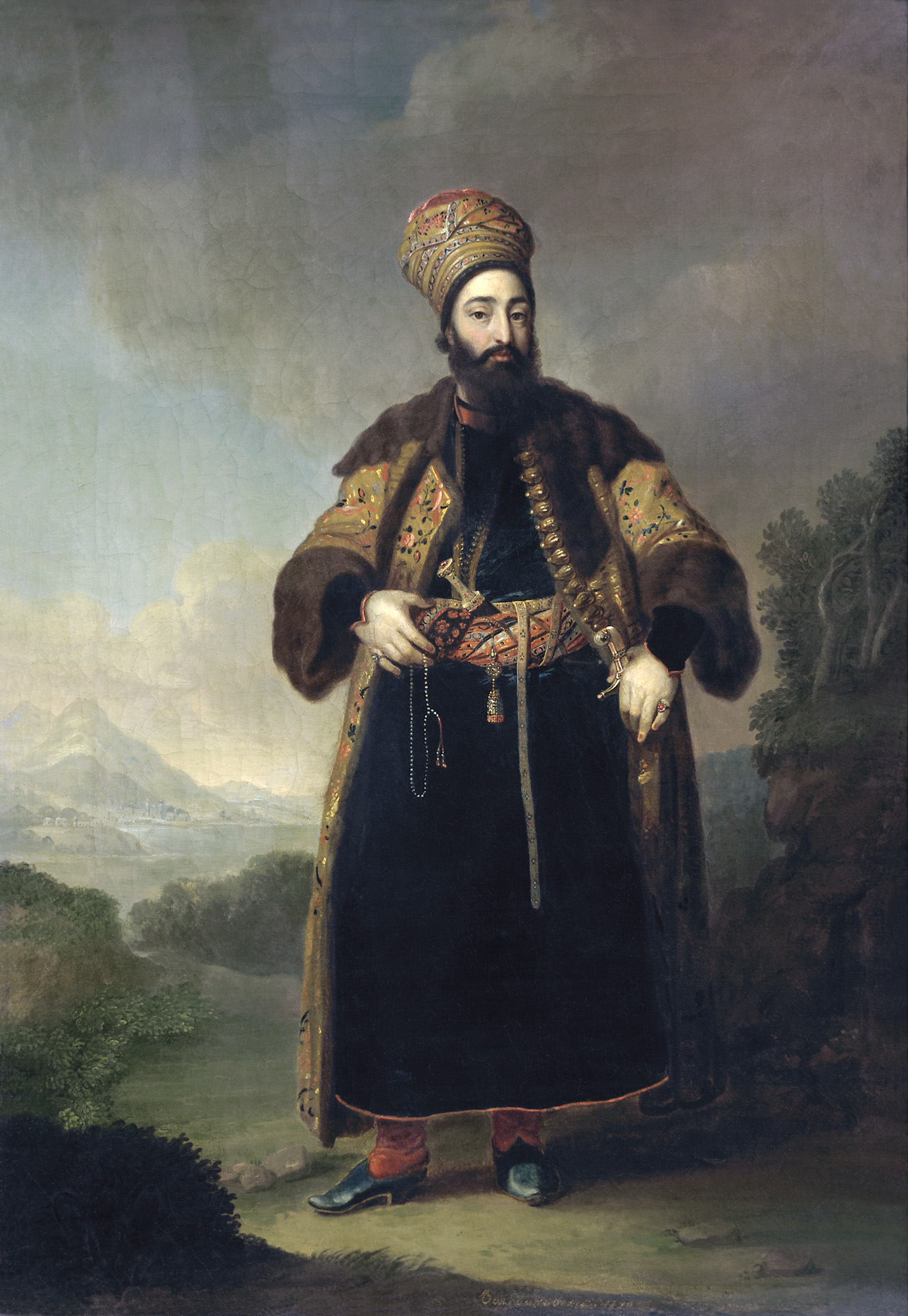
ГТГ
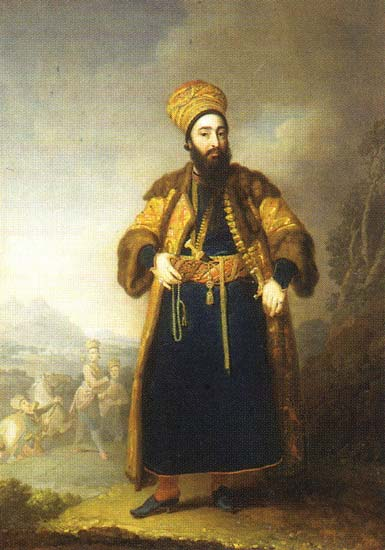
ГРМ, эскиз
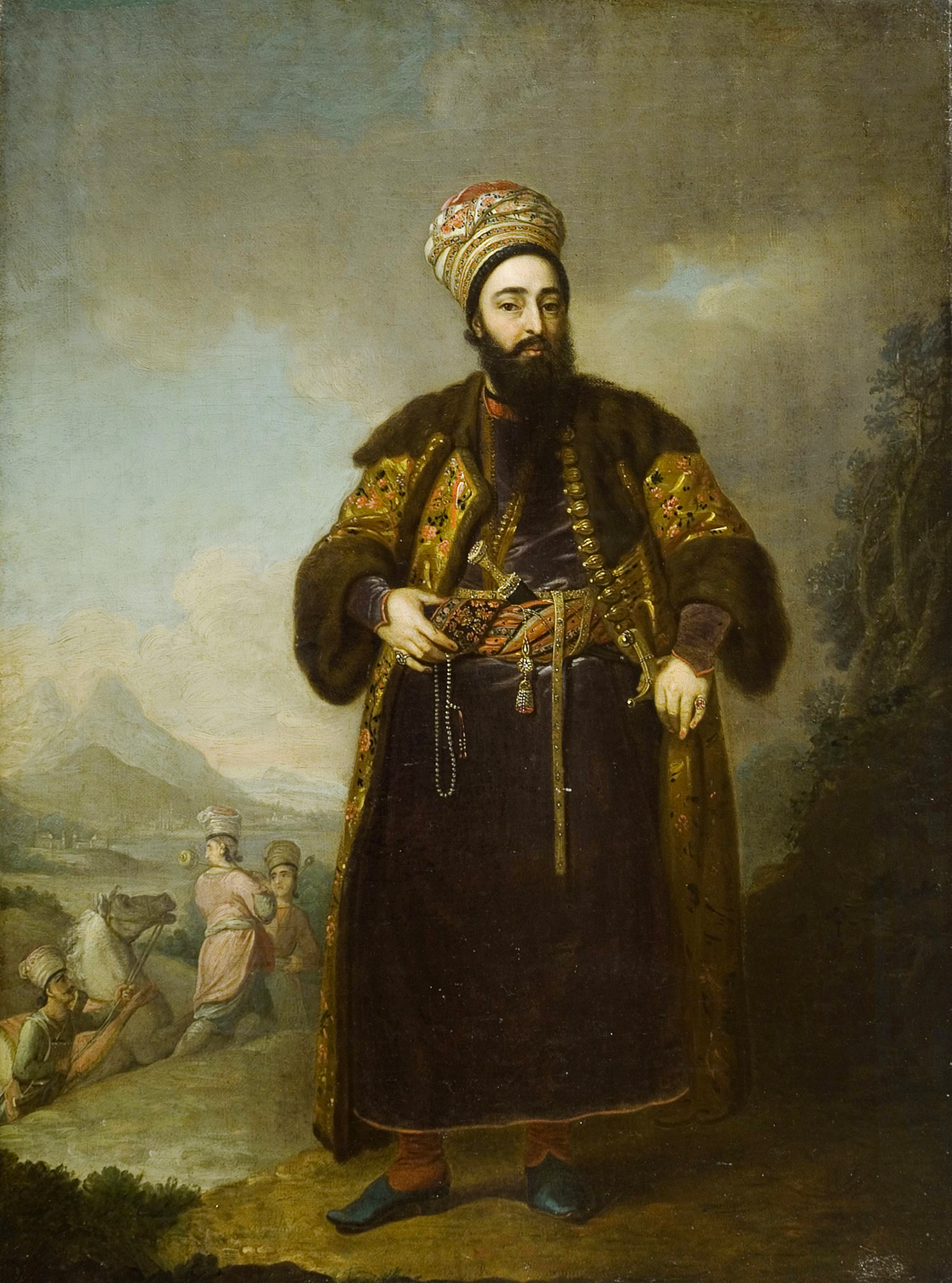
Тверь

## ПовестьГоголя«Нос»
В статье А. Крашенинникова «О реальности основы сюжета повести Н. В. Гоголя „Нос“» упоминается о документе, который мог лечь в основу сюжета повести. Один из приближенных принца еще в Персии попал в плен к сторонникам шаха Аги-Мухаммеда и был ими зверски изуродован — ему отрезали нос. «Муртаза обратился к Зубову с необычной просьбой — сделать своему изуродованному спутнику протез носа. Вид безносого перса в свите хана пугал всех и вызывал у многих отвращение». Платон Зубов обратился к Осипу Ивановичу Шишорину (1758-после 1811)
.
«Мастер реконструировал в рисунке отрезанный нос перса, затем вылепил его и сделал по этой лепной модели носа два медных штампа, вложив между которыми тонкий позолоченный изнутри лист серебра, выколотил своеобразный протез носа. Наличие штампов позволяло повторять его. По просьбе заказчика механик сделал второй, запасной протез. Наружную поверхность протеза он окрасил „под натуру“. Шишорин придумал также изящный способ ношения своего изделия на лице: оно крепилось изнутри к носовой кости хозяина „пружиной-биндажем“ (само название подтверждает английскую выучку Шишорина) — приспособлением вроде того, что позднее применялось на пенсне. Но как бы плотно ни прикреплялся металлический нос пружиной, между изделием и щекой оставалась легкая щель, для маскировки которой мастер придумал подобие лейкопластыря из тонкой шелковой тафты (тоже, вероятно, телесного цвета), пропитанной гумией (клейким соком особых растений). Стоило лизнуть, клей растворялся, ткань прилипала к коже и металлу».
Крашенинников предполагает, что счёт за данные изделия, написанный весьма курьёзным языком, мог ходить между публики в качестве курьёза, стать известным Гоголю и подтолкнуть его воображение.